# ADHD 진단 시스템
ADHD 진단 시스템(ADHD Diagnostic System, ADS) 또는 '주의집중력검사'는 전산화된 주의력 검사로서, 주의력결핍 과다행동장애(ADHD)를 진단하기 위해 대한민국에서 개발된 시스템이다. 만 5세에서 만 15세 연령범위의 아동과 청소년을 대상으로 하며, 각 연령별 기준을 바탕으로 검사를 실시한다. CD롬으로 개발되어 개인용 컴퓨터에 설치할 수 있다.

## 기본 변인
- 누락 오류(omission error) : 부주의(inattention)를 측정. 검사대상자가 표적자극에 반응 하지 않는 것,
- 오경보 오류(commission error) : 충동성과 억제를 벗어나는 것(disinhibition)을 측정. 피검자가 비표적자극에 반응을 하는 것.
- 정반응 시간(response time) : 표적자극에 대해 정확하게 반응하는 데 걸리는 시간.
- 정반응 시간 표준편차(standard deviation of response time) : 정확한 반응을 하는 데 걸리는 시간의 표준편차. 반응의 비일관성을 측정.
- 민감도 d′(sensitivity) : 오경보 비율에 대한 정반응의 비율. 시간이 지남에 따라 수행이 감소하는 것을 나타내는 측정치이다.
- 반응기준 β(response criterion 반응기준) : 충동성의 지표. 점수가 낮을수록 충동적으로 반응한다는 것을 의미한다.

## 신뢰도 및 타당도

### 신뢰도
ADS검사의 신뢰도를 검증하기 위해 신민섭 등(1999)이 비장애 아동 집단과 ADHD 아동 집단 60명의 자료에 입각해서 산출해 낸 반분신뢰도(한 개의 평가도구를 동일피험자 집단에게 실시한 후 그 검사에 포함된 문항들을 가능한 한 동형검사에 가깝도록 두 부분으로 나눈 다음 각 부분을 하나의 독립된 하나의 동형검사인 것처럼 생각하여 반분된 검사의 점수들 간의 상관계수를 산출해 내는 방법)는 87로 나타났다.

### 타당도
ADS가 ADHD를 타당하게 평가하는지를 검증하기 위해 ADS에서 측정되는 6개 변인-누락오류, 오경보 오류, 정반응시간의 평균, 정반응시간의 표준편차, 민감도(d'), 반응기준(β)-에 대해 요인 분석을 실시한 결과 ADS 시각, 청각 검사에서 모두 3개의 요인이 산출되었으며, 안정된 요인 구조를 보여주었다. 요인1은 “주의력 요인”으로 누락 오류, 오경보 오류, 민감도(d')가 포함되어 있으며, 요인2는 “정보처리 속도 요인”으로 정반응시간, 정반응시간의 표준편차가 여기에 해당되고, 요인 3은 “충동성 요인”으로 반응기준(β)이 이에 해당한다.

## ADHD 아동 판별
표적자극이 낮은 빈도로 제시되는 검사상황에서, ADHD의 경계선급에 있는 아동은 수행이 낮아져서 누락오류를 보일 가능성이 커질 것이다. 표적자극이 높은 빈도로 제시되고 비표적 자극이 가끔 제시되는 검사상황에서 반응억제능력이 낮은 아동은 지나치게 흥분하고 충동적인 반응을 하여 오경보 오류를 많이 보일 수 있다.
전반적으로 ADHD 아동은 일반아동보다 더 많은 누락 오류와 오경보 오류를 보이고, 정반응을 하는 데 걸리는 시간이 더 오래 걸리며 더 비일관적인 특성을 보일 것이다.

## 다른 검사와 비교
기존의 연속 수행검사(Continuos Performance Test, CPT)에서 ADHD를 진단하는 데 유용한 검사로 입증된 것이 있기는 하지만, 대개의 경우 연구목적으로 개발된 것이므로 정상 규준집단에 근거한 연령별 규준이 확립되어 있지 않다는 문제점이 있다. TOVA의 경우 연령별 규준이 확립되어 상품화된 CPT 검사이지만 이 검사는 미국 아동, 청소년들의 자료를 바탕으로 산출된 것이므로 대한민국 아동에게 그대로 적용시키기에는 진단 오류의 가능성이 커질 수도 있다.

## 참고 문헌
- 신민섭,조성준,전선영,홍강의(2000) 전산화된 주의력장애 진단시스템의 개발 및 표준화 연구

## 같이 보기
- 주의력결핍 과다행동장애
- 연속 수행검사
- 벤더-게슈탈트 검사
- WISC